# Pepsi Club
O Pepsi Club é uma casa de shows gaúcha, localizada em Caxias do Sul desde 2009. É a primeira casa noturna da América Latina com o nome Pepsi Club.
O Pepsi Club de Caxias do Sul foi inaugurado no dia 10 de dezembro de 2009. Ocupou o espaço antes ocupado pela boate Beats, em uma região tradicional e valorizada do município.
Desde o seu início priorizou a música eletrônico e os traços modernos de sua arquitetura. Fechou seu ciclo em 31 de março de 2012 para uma pausa nas atividades com retorno pré-programado para o final de 2012 - totalmente reformulada.
Desde o início, o Pepsi Club trouxe grandes atrações da cena eletrônica, como os DJs Carlo Dall Anese, André Sarate e Ely Yabu, além de personalidades brasileiras como a atriz e modelo Ellen Roche, Marco Antônio Gimenez e Jesus Luz.
O ex-BBB caxiense Flávio Steffli já realizou algumas festas de aniversário com todos os outros colegas de programa no Pepsi Club.